# 상디 톨레티
상디 로즈 톨레티(프랑스어: Sandie Rose Toletti, 1995년 7월 13일 ~ )는 프랑스의 여자 축구 선수이다. 포지션은 미드필더이며, 현재 프랑스 디비지옹 1 페미닌의 몽펠리에 HSC에서 활동하고 있다.

## 클럽 경력
2001년에 SC 카빌라르그 산하 유소년 클럽에 입단하면서 축구 선수 생활을 시작했으며 2008년에 FC 바뇰 퐁 산하 유소년 클럽으로 이적했다. 2010년에는 몽펠리에 HSC 산하 유소년 클럽으로 이적했고 2013년에 1군 팀으로 승격되면서 디비지옹 1 페미닌 무대에 데뷔했다.

## 국가대표 경력
스위스에서 개최된 2012년 UEFA U-17 여자 축구 선수권 대회에서 프랑스의 준우승에 기여했으며 아제르바이잔에서 개최된 2012년 FIFA U-17 여자 월드컵에서 프랑스의 우승에 기여했다. 웨일스에서 개최된 2013년 UEFA U-17 여자 축구 선수권 대회에서는 프랑스의 기여했다.
2013년 10월에 열린 폴란드와의 친선 경기에서 출전하면서 프랑스 여자 축구 국가대표팀 선수로 데뷔했는데 프랑스는 해당 경기에서 폴란드에 6-0 승리를 기록했다. 네덜란드에서 개최된 UEFA 여자 유로 2017에 참가했다.